# مريم صالح (سياسية)
مریم محمود حسن صالح (18 سبتمبر 1952 -) هي سياسية وبرلمانية فلسطينية، شغلت منصب وزيرة شؤون المرأة في الحكومة الفلسطينية العاشرة وهي عضوة في المجلس التشريعي الفلسطيني المُنتخب عام 2006 عن حركة حماس.

## حياتها
ولدت مريم محمود حسن صالح في الثامن عشر من سبتمبر عام 1952 في مخيم دير عمار شمال غرب مدينة رام الله لعائلة فلسطينية تعود في أصولها إلى قرية بيت نبالا قضاء اللد والرملة. متزوجة ولها خمسة من الذكور وبنتان. درست الابتدائية في المدرسة النموذجية في رام الله، والإعدادية في مدرسة بنات رام الله الثانوية، والثانوية في مدرسة بنات البيرة الثانوية، حيث حصلت منها على الثانوية العامة في الفرع الأدبي عام 1970، وحصلت على شهادة البكالوريوس في الشريعة الإسلامية من قسم الدعوة في جامعة الملك عبد العزيز في مكة المكرمة بتقدير ممتاز مع مرتبة الشرف الأولى عام 1979م، وعلى درجة الماجستير من قسم الكتاب والسنة في جامعة أم القرى في مكة المكرمة بتقدير جيد جدًا عام 1986 على أطروحتها ” نظرة القرآن الكريم إلى الترف والمترفين”، وعلى درجة الدكتوراه بتقدير امتياز من قسم الكتاب والسنة من ذات الجامعة عام 1993، عن أطروحتها “إكمال المعلم بشرح صحيح مسلم”. عملت مدرسةً للحديث وعلومه في كلية الدعوة وأصول الدين في جامعة القدس/ أبو ديس في الفترة ما بين 1993-2005. عملت محاضرة غير متفرغة في معهد الإغاثة الطبية في مدينة رام الله في الفترة ما بين 2002-2005 حيث درَّست مساق الفكر العربي الإسلامي..
نشأت في أسرة متدينة وكان لمنهاج التربية الإسلامية في المدارس أثره في تعزيز التزامها الديني. اطلعت على الفكر الإسلامي في المرحلة الجامعية، حيث تأثرت بالعديد من دكاترة الشريعة والكُتاب المهتمين بالفكر الإسلامي مثل سيد سابق ومحمد قطب ومحمد أبو شهبة وغيرهم. اهتمت بالعمل النسوي المؤسسي، فأسست مع أخريات جمعية الهدى النسائية في مدينة البيرة وترأستها في الفترة ما بين 1997-2000، وكانت عضو الهيئة التأسيسية لجمعية خليل الرحمن في مدينة الخليل، وعضو الهيئة العامة في جمعية أصدقاء الكفيف في مدينة البيرة في الفترة ما بين 1998-2005، وعضو الهيئة العامة لجمعية الاتحاد النسائي العربي في مدينة البيرة في الفترة ما بين 1998-2005، وعضو اللجنة النسائية في جمعية بيت نبالا الخيرية في مدينة رام الله في الفترة ما بين 1999 -2005.

## مسيرتها
قامت بدور تطوعي توعوي، حيث عملت أستاذة متطوّعة في معهد مريم البتول الشرعيّ التابع لجمعية الهدى النسائية في مدينة رام الله في الفترة ما بين 1998- 2000، وقدمت محاضرات في الجامعات والمعاهد والمساجد في مختلف أنحاء الضفة الغربية. اهتمت بنشر العلم الشرعي والوعظ الديني في المسجد الأقصى، فعملت مع مشروع مصاطب العلم في ساحات المسجد الأقصى الذي أشرفت عليه الحركة الإسلامية الشمالية داخل الأراضي المحتلة عام 1948، وكانت تلقي المحاضرات داخل قبة الصخرة. فازت بعضوية المجلس التشريعي في الانتخابات التشريعية عام 2006 عن قائمة التغيير والإصلاح الإسلامية المحسوبة على حركة حماس. تولت عضوية لجنة التربية والتعليم، ولجنة المرأة داخل المجلس التشريعي، وقد حصلت على عضوية المجلس الوطني الفلسطيني بحكم كونها عضوة في المجلس التشريعي. تولت وزارة شؤون المرأة في الحكومة الفلسطينية العاشرة برئاسة إسماعيل هنية.
فرض الاحتلال عليها منعًا من السفر منذ عام 2007، وتعرضت للاعتقال من قبله عام 2007، وخضعت لتحقيق متواصل ومُنع عنها الالتقاء بمحاميها، وعقب ذلك تم تحويلها للاعتقال الإداري الذي استمر 7 شهور، وتعرض منزلها للمداهمة والتفتيش من قبل الاحتلال أكثر من مرة، وصادر الاحتلال منها أوراقًا ومستندات خاصة وجهاز الحاسوب الخاص بها، كما فتشت الأجهزة الأمنية الفلسطينية منزلها وصادرت وثائق وملفات تخص عملها في المجلس التشريعي. اعتقل الاحتلال ابنيها عبد الرحمن عام 2007 وصلاح عام 2009.
اهتمت صالح بالعلم الشرعي، فصدر لها ثلاثة كتب هي “إكمال المعلم بشرح صحيح مسلم”، و “نظرة القرآن الكريم إلى الترف والمترفين”، و”الثقافة الإسلامية” ونشرت عددًا من الأبحاث والدراسات منها: “آثار الطلاق المعنوية”، “آثار الطلاق المالية والاجتماعية”، “حقوق المرأة السياسية في الإسلام”. كما نشرت عددًا من المقالات في الصحف والمواقع الإلكترونية، وكان لها مشاركات في العديد من المؤتمرات منها: مؤتمر الداعيات الأول عام 1998 ومؤتمر الداعيات الثاني عام 1999 وقد عُقد كلاهما في مقر كلية الدعوة وأصول الدين في مدينة البيرة، ومؤتمر التمكين النسوي في المجتمع العربي في المناطق المحتلة عام 48 الذي عقد في الداخل المحتل عام 1998، ومؤتمر الزواج ومشاكل المهور الذي نظمته وزارة الأوقاف في مدينة البيرة عام 1999، ومؤتمر العمل النسوي بين تقييم التجربة وتحسين الأداء الذي نظمته جمعية الهدى النسائية في مدينة البيرة.
تعتقد صالح بأنَّه رغم الأوضاع الصعبة التي تمر بها القضية الفلسطينية إلا أنَّ هناك تفاؤلا، لأنَّ النصر وَعدُ الله للمؤمنين وهناك يقين أن الصراع مع المشروع الصهيوني طويل ولكن في نهاية المطاف الحق سيعود وينتصر. أمَّا اتفاق أوسلو فأضر بالقضية الفلسطينية والواقع الفلسطيني ويتطلب مراجعة شاملة له وآلية التعاطي معه، والانقسام الفلسطيني هو مأساة وهو خطوة مرفوضة وكلنا أمل باليوم الذي يتحد فيه الشعب الفلسطيني تحت رؤية المقاومة وتحرير الأرض. ترى صالح بأن الشراكة السياسية هي الأساس والاحتكام لحزب واحد أمر مرفوض، وبالتالي المطلوب هو مشاركة الكل الفلسطيني في المؤسسات كافة على أساس انتخابات ديمقراطية وبرنامج وطني، أما ما يتعلق بمنظمة التحرير فالمطلوب الآن إعادة هيكلتها وتفعيلها بمشاركة الكل الفلسطيني بما فيه حركتا حماس والجهاد الإسلامي، أمَّا المقاومة الفلسطينية فهي مشروعة وفق الشرائع السماوية والقوانين الوضعية، والمقاومة المسلحة هي الأساس، والمقاومة الشعبية هي مساندة وحاضنة للمقاومة المسلحة حتى تحقيق التحرير.